# Assaje
Assaje è un singolo del cantante italiano Gigi D'Alessio, pubblicato il 4 giugno 2021 come secondo estratto dalla riedizione del diciannovesimo album in studio Buongiorno.

## Video musicale
Il video, diretto da Fabrizio Cestari, è stato pubblicato il 18 giugno 2021 sul canale YouTube del cantante.